# Motjärnarna, Jämtland
Motjärnarna är en sjö i Ragunda kommun i Jämtland och ingår i Indalsälvens huvudavrinningsområde.